# Epilohmannia lenkoi
Epilohmannia lenkoi är en kvalsterart som beskrevs av Balogh och Sandór Mahunka 1977. Epilohmannia lenkoi ingår i släktet Epilohmannia och familjen Epilohmanniidae. Inga underarter finns listade i Catalogue of Life.